# Discours inaugural de John Fitzgerald Kennedy
Le discours inaugural de John Fitzgerald Kennedy, 35e président des États-Unis, fut prononcé le vendredi 20 janvier 1961, après la prestation de serment du nouveau président devant le Juge en chef des États-Unis Earl Warren, à la suite de l'élection présidentielle américaine de 1960 et de la victoire du démocrate John Fitzgerald Kennedy sur le candidat républicain Richard Nixon.

## Description
Kennedy a commencé à recueillir les idées de son discours d'investiture à la fin novembre 1960, sollicitant des suggestions auprès d'amis, collaborateurs et conseillers, y compris de membres du clergé pour d'éventuelles citations bibliques. Il a ensuite fait plusieurs projets avec ses idées et ces suggestions.

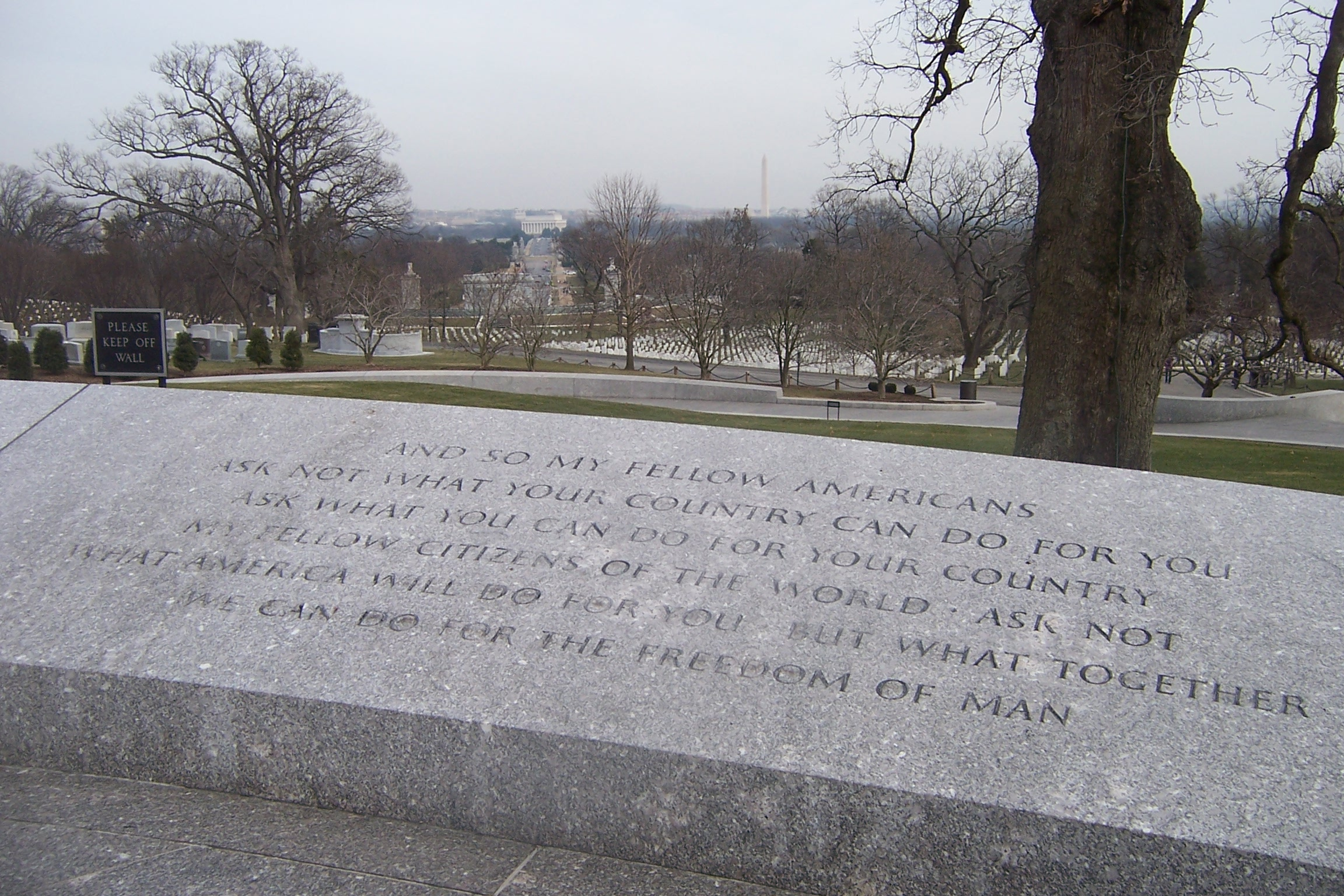
Le passage le plus connu du discours est gravé à la flamme permanente de John Fitzgerald Kennedy au cimetière national d'Arlington.

Commencé le 20 janvier 1961 à 12 h 51 (heure de l'Est) et comportant 1 364 mots, le discours a duré, hors applaudissements, 13 min 59 s ; soit le quatrième discours inaugural le plus court d'un président américain. Pour autant, il est considéré comme l'un des meilleurs discours de ce type de l'histoire américaine. Il est en particulier resté dans la mémoire des Américains et d'autres personnes pour ces mots : « Et donc vous, mes compatriotes américains, ne vous demandez pas ce que votre pays peut faire pour vous, mais demandez-vous ce que vous pouvez faire pour votre pays. Mes concitoyens du monde, ne vous demandez pas ce que les États-Unis feront pour vous, mais plutôt ce, qu'ensemble, nous pouvons faire pour la liberté de l'Homme » Cette citation est gravée sur la pierre tombale du cimetière d'Arlington dont la photo est en pièce jointe.

### Citations originales
1. ↑  (en) « And so, my fellow Americans, ask not what your country can do for you, ask what you can do for your country. My fellow citizens of the world, ask not what America will do for you, but what together we can do for the freedom of man. »